# Lymire strigivenia
Lymire strigivenia là một loài bướm đêm thuộc phân họ Arctiinae, họ Erebidae.